# McClatchy
The McClatchy Company, comúnmente conocida como simplemente McClatchy, es una empresa editorial estadounidense con sede en Sacramento, California, e incorporada en Delaware. Opera 29 periódicos en catorce estados y tiene una circulación promedio entre semana de 1.6 millones y una circulación dominical de 2.4 millones. En 2006, compró Knight Ridder, que en ese momento era la segunda compañía de periódicos más grande de los Estados Unidos (Gannett era y sigue siendo la más grande). Además de sus diarios, McClatchy también opera varios sitios web y periódicos comunitarios, así como una agencia de noticias, McClatchyDC, centrada en noticias políticas de Washington D. C.